# ガリア・セナトール貴族
ガリア元老院貴族あるいはガリア・ローマ元老院貴族は、古代末期または中世前期メロヴィング朝時代のガリア (現在のフランス) で社会上層を占めた社会グループを指す。ガリア・ローマ元老院貴族の研究は、ドイツの歴史学者カール・フリードリヒ・シュトロヘカー (Karl Friedrich Stroheker) の社会史研究によって発展したところが大きく、その研究は現在も依然として重要である。
この文脈では、いわゆる元老院貴族のうち、4世紀から5世紀にかけて (西) ローマ帝国の高位官職保有者を祖先に持つガリア・ローマ人がガリア・ローマ元老院貴族に数えられる。古代末にはローマ元老院議員の地位は、威信と名望こそ高かったものの、政治的な影響力はほとんどなくなっていた。この時期にローマ元老院は規模を拡大したが、それに伴って元老院議員は3等級に分割された (viri clarissimi、viri spectabiles、viri illustres)。これら3等級の元老院議員のうち、ローマ元老院に議席を持つのは viri illustres のみであり、そのため元老院議員階級一般と (ローマ元老院に議席を持つ) 文字どおりのローマ元老院議員が区別される必要が生じた。
いわゆる「新人」として元老院議員階級に上昇した者のなかには、コンスタンティヌス1世以来のダイナミックな社会変動によってその地位を得た者もあった。コンスタンティヌス1世以来、本来の社会的地位にかかわらず高位官職に就任して社会的エリートとなり、「新貴族」層を形成することが可能となった。この「新貴族」は皇帝の恩顧と帝国の官職によって特徴づけられる。5世紀の人物から新貴族の例を挙げると、シドニウス・アポリナリスや皇帝アウィトゥスのほか、ヴィエンヌのアウィトゥス、リモージュのルリキウスといった聖職者が該当する。身分・財産・特権の世襲、広大な所領、豪勢な生活様式、人脈、古典の教養、(税制上・法制上の) 特権が新貴族層の特徴であり、彼らはとりわけガリアやイタリアで影響力を持った。しかし同時に元老院貴族は地方化していった。5世紀初期以降、ガリアの現地官職はすべて現地の元老院貴族階級出身者によって占められた。
4世紀には、ガリア元老院エリートはローマ帝国の国政レベルでも比較的政治的影響力を有していたが、5世紀には国政に影響力をおよぼすことはほとんどできなくなっていた。この傾向に歯止めをかけようとする試みは、456年に皇帝アウィトゥスが廃位させられたことで失敗に終わった。西ローマ帝国が崩壊したことで、宮廷も、さらには国政という水準も存在しなくなった。しかし、一方で地方レベルでは元老院エリートはほとんど実権を失わなかった。ガリアの地主たちはむしろ小農をはじめとする労働者のパトロンとして機能し、小農らを自分たちに付帯させ、資産を増大させた。
ガリア・ローマ・エリートはいかなる意味でも一枚岩ではなかった。彼らのうちには政治的に非常に柔軟にふるまうものもおり、ゲルマン人の族長とコンタクトをとる者もあった。ゲルマン人は移住の過程でガリアに侵入し、5世紀後半にはガリアで複数の独立国家を形成した (西ゴート王国、ブルグント王国、フランク王国)。5世紀後半には世俗のキャリアにかわって聖職者としてのキャリアがガリアの上流階級にとって魅力的になっていった。司教の職がガリア貴族の自己イメージの新たな基準点となったが、それに際して彼らは本来超俗であるこの地位を完全に政治的に活用し、また身分に見合うものにアップグレードしていった。
5世紀後半以降、つづくメロヴィング朝期に至ってもガリア貴族の代表的人物は多数が聖俗の主要ポストを保持しつづけた。この傾向はガリアの中部や南部で顕著であり、ガリア中部・南部では彼らの影響力は非常に強かった。また、そのうえ彼らは自分の財産と特権のみを基盤にしていたわけではなく (もっともその財産は莫大なものである場合もあった)、親族ネットワークにも基づいていた。ガリア・エリートの成員はながらく政治的文化的影響力を行使することができた。中世前期のガリアでの社会形成という観点から見たとき、ガリア元老院貴族は非常に重要である。「元老院階級はメロヴィング朝ガリアに知的文化・行政・教会のもっとも強い連続的な要素を与えた。」
ガリア・ローマ人の司教で歴史家だったトゥールのグレゴリウスは、そうした閨閥に連なる元老院貴族の家系の出身であり (曽祖父に当たるラングルのグレゴリウスまでさかのぼることができる)、自分のことを (東) ローマ帝国の臣民とみなしつづけただけでなく、590年ごろの著作では傑出した社会的階級にあると認めた上流ガリア・ローマ人の特別な一群に対して、高位の名誉称号として元老院議員という言葉を依然用いている。こうした人々はかつてのローマ帝国の高官の子孫であり、ローマの官職はメロヴィング朝初期でも依然として重要だった。シュトロヘカーによれば、トゥールのグレゴリウスがいう元老院議員とは威信や権力、財産といったものによって定義されるのではなく、かつてのローマにさかのぼる古い元老院議員の家系とのつながりによって定義されるという。いっぽう Frank Gilliard などはより批判的で、トゥールのグレゴリウスは西ローマ帝国の崩壊後に「グレゴリウス元老院議員」の閨閥に加わった成り上がりの一族出身であると主張している。
5世紀から6世紀のガリア元老院貴族たちが高位の現地役職、とくに教会での役職によって自分たちの社会的地位を維持しようとしたことは特筆されるべきである。しかし、ガリア元老院貴族の地域社会における役割は過大評価されるべきではない。Steffen Patzold は近年、元老院貴族の家系が司教の職をなかば独占していたというかつての学説を見直そうとしている。Patzold によると、この学説に関する史料の基礎はむしろ不十分であり、曖昧すぎることも多いという。この説に関する議論は現在も進行中である。

## 関連文献
- Hendrik Hess: Das Selbstverständnis der gallo-römischen Oberschicht. De Gruyter, Berlin 2019.
- Bernhard Jussen: Über ‚Bischofsherrschaften‘ und die Prozeduren politisch-sozialer Umordnung in Gallien zwischen Antike und Mittelalter. In: Historische Zeitschrift 260, 1995, S. 673–718.
- Reinhold Kaiser: Das römische Erbe und das Merowingerreich (= Enzyklopädie deutscher Geschichte. Bd. 26). 3. überarbeitete und erweiterte Auflage. Oldenbourg, München 2004, ISBN 3-486-56722-5.
- Karl Friedrich Stroheker: Der senatorische Adel im spätantiken Gallien. Alma Mater Verlag, Tübingen 1948 (Nachdruck Darmstadt 1970).
- 後藤篤子 (1998)「古代末期のガリア社会」、樺山紘一 (他) 編『岩波講座・世界歴史7』、岩波書店、pp. 159-186